# شاهدباز

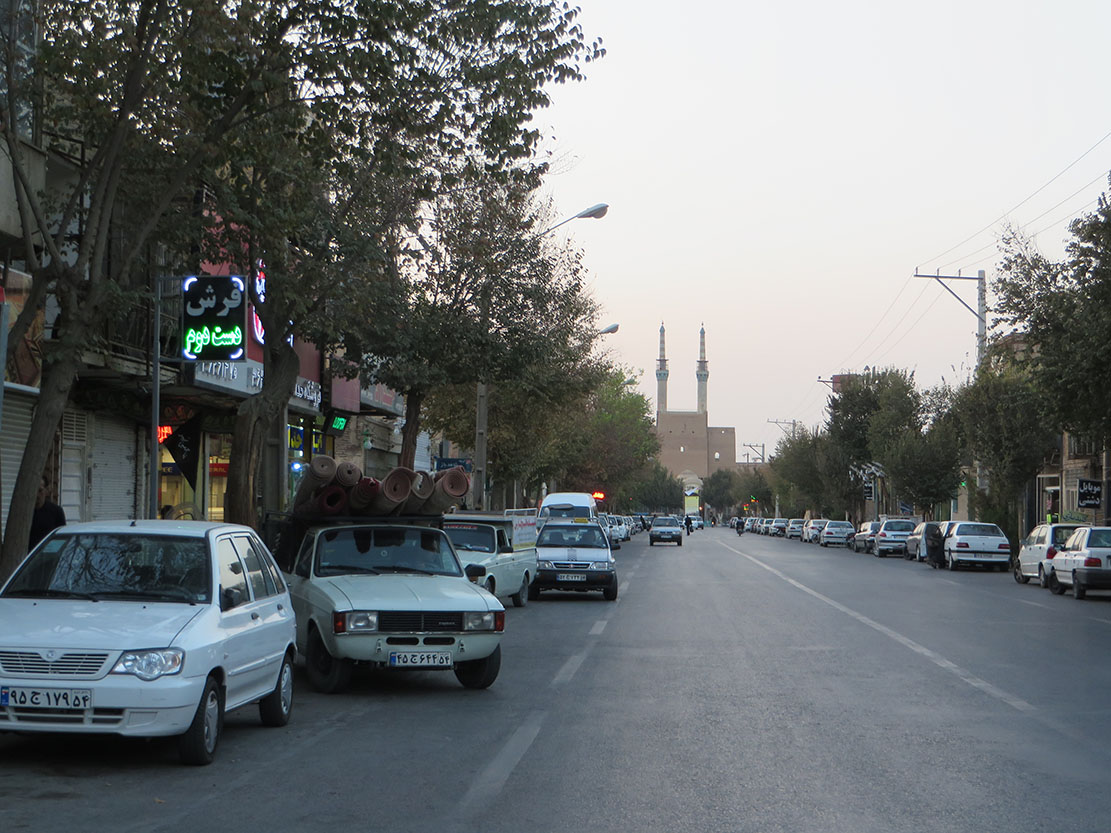
دورنمایی از میدان امیرچخماق ار خیابان سلمان فارسی و محله شاهدباز

شاهدباز (به گویش محلی: شِرباز) محله‌ای در شهر یزد در نزدیکی مجموعه میدان امیرچخماق است. این محله که در دو طرف خیابان سلمان فارسی قرار گرفته، از شمال محصور در محله گازرگاه است. قسمت جنوبی محله از شرق به محله نظرکرده و از جنوب و غرب به محله قصاب‌ها محدود می‌شود.

## مردم
محله شاهدباز از قدیم به رونق مراسم مذهبی و روضه‌خوانی در حسینیه شاهدباز و خانه هراتی شهرت داشته است. مردم این محله در گذشته در مزارع محلات مجاور به کشاورزی اشتغال داشته‌اند. امروزه بیشتر ساکنین شاهدباز را معاودین عراقی تشکیل می‌دهند.

## عناصر شاخص
- آب‌انبار شاهدباز

## نگارخانه

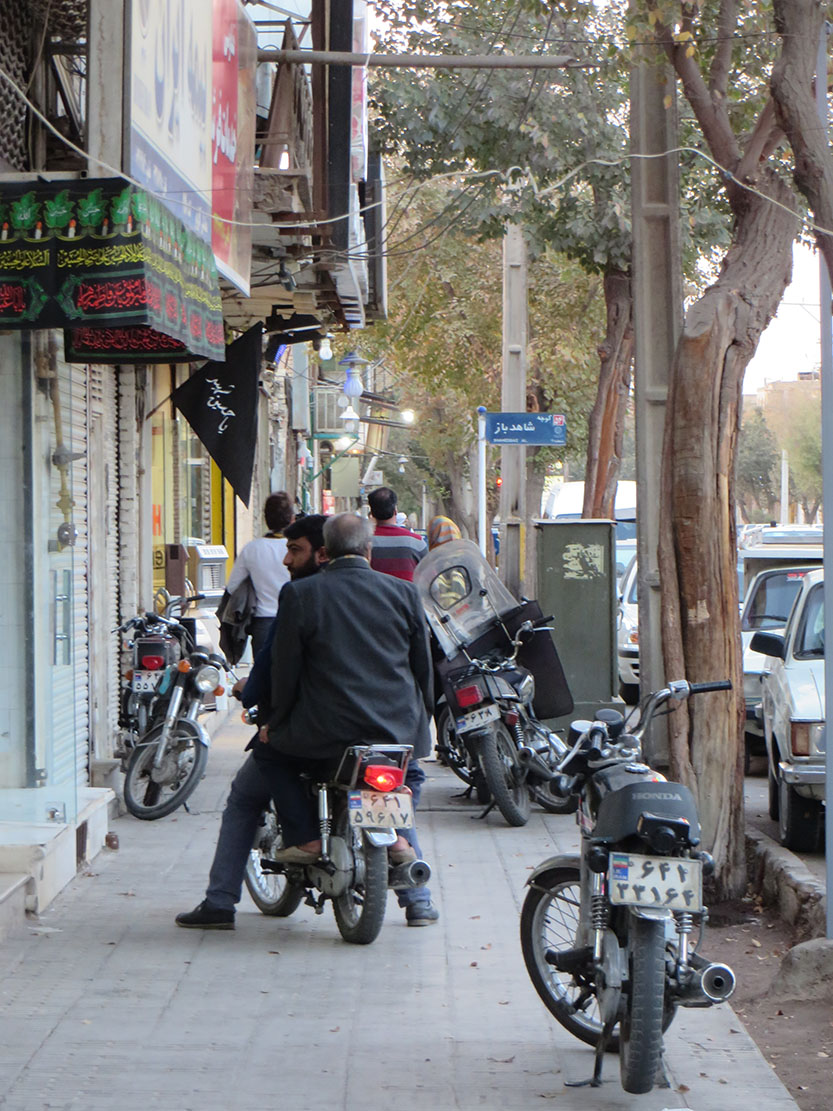
پیاده‌راه خیابان سلمان فارسی، محله کوچه و محله شاهدباز
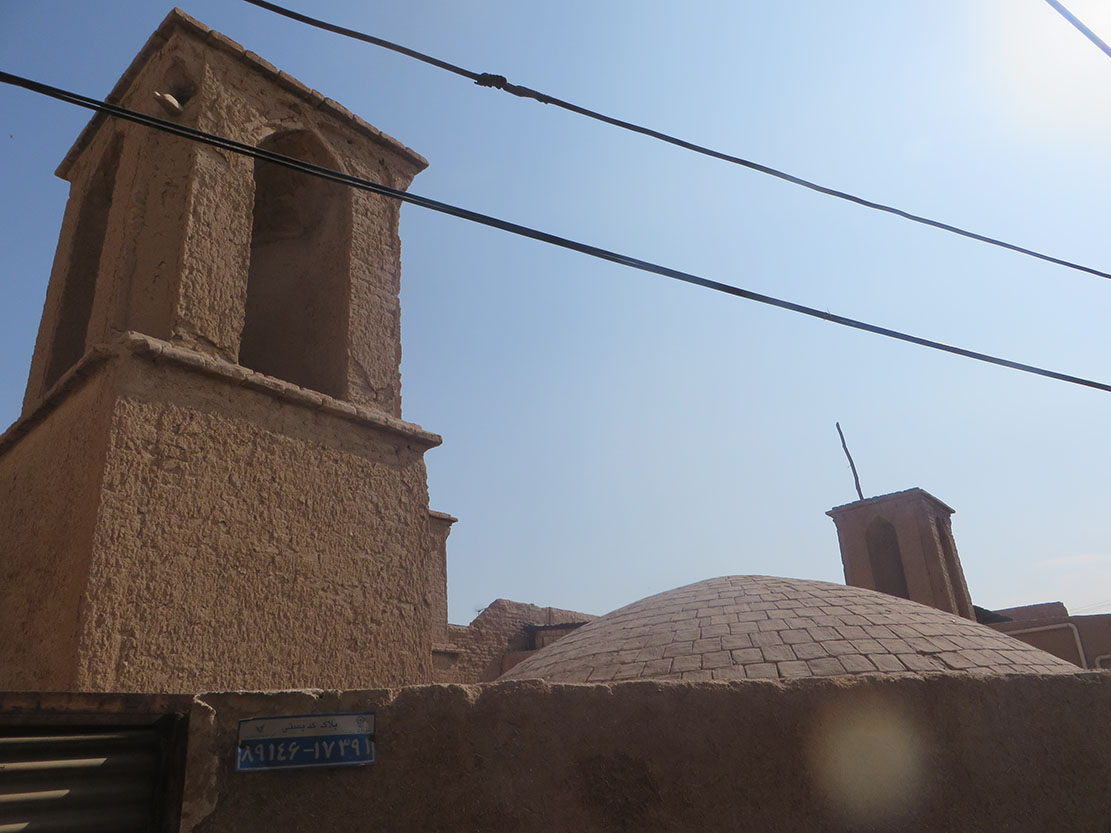
آب‌انبار شاهدباز
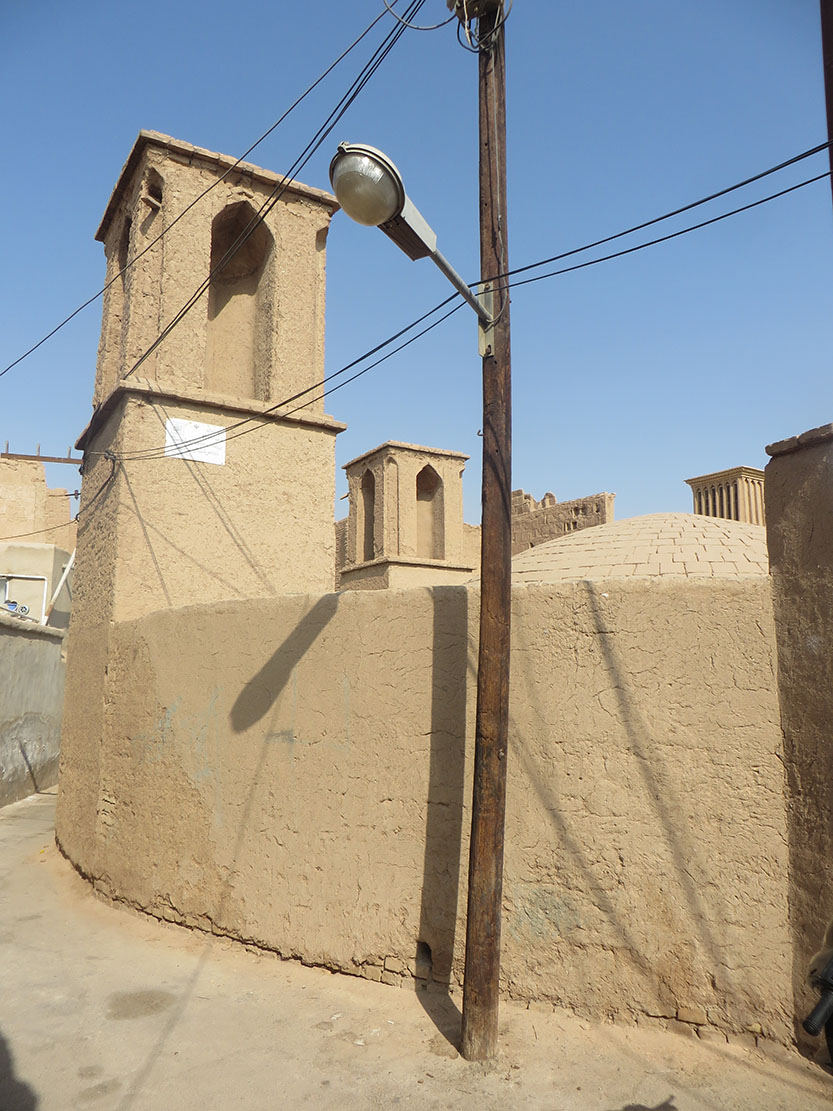
آب‌انبار شاهدباز
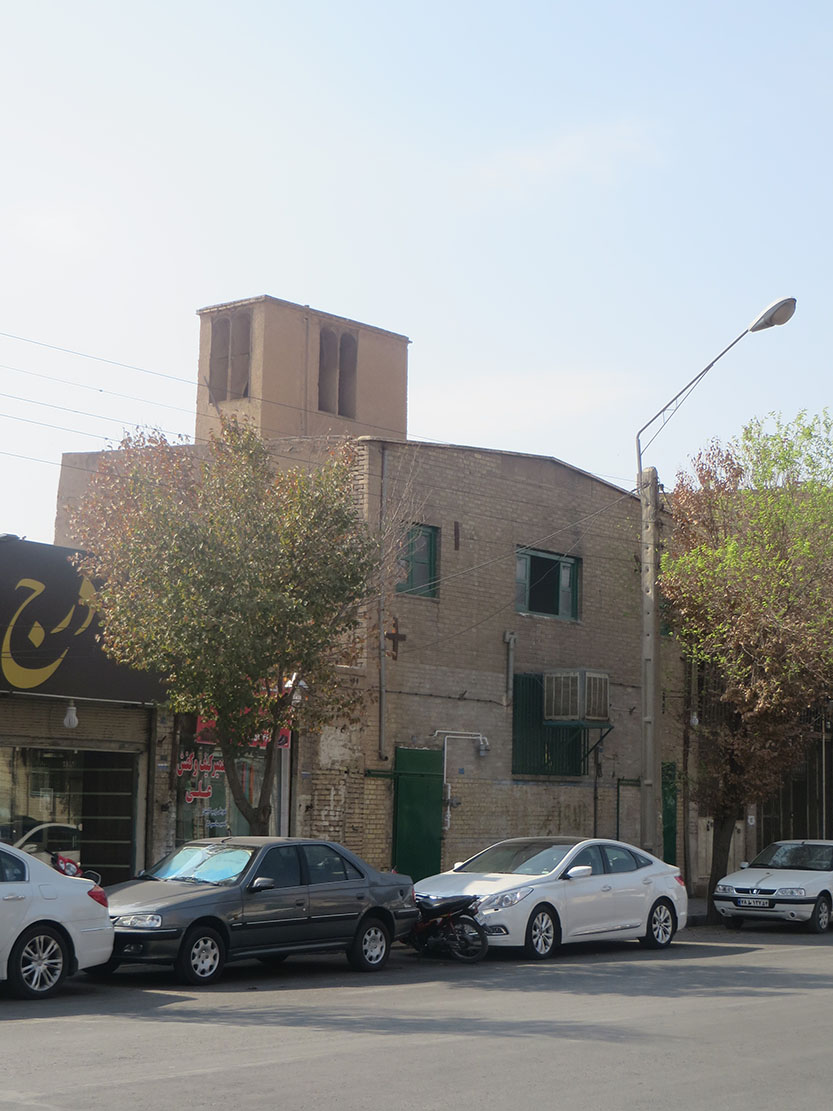
قسمتی از مسجد شاهدباز
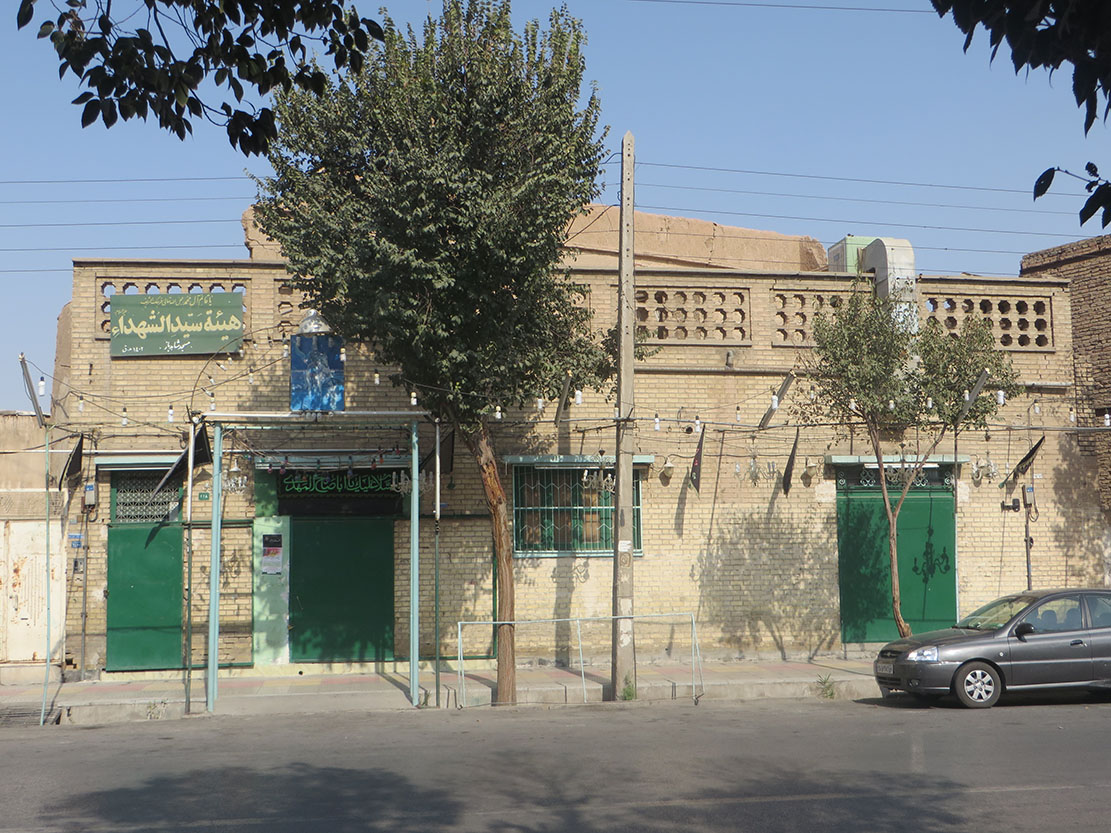
قسمت دیگر از مسجد شاهدباز
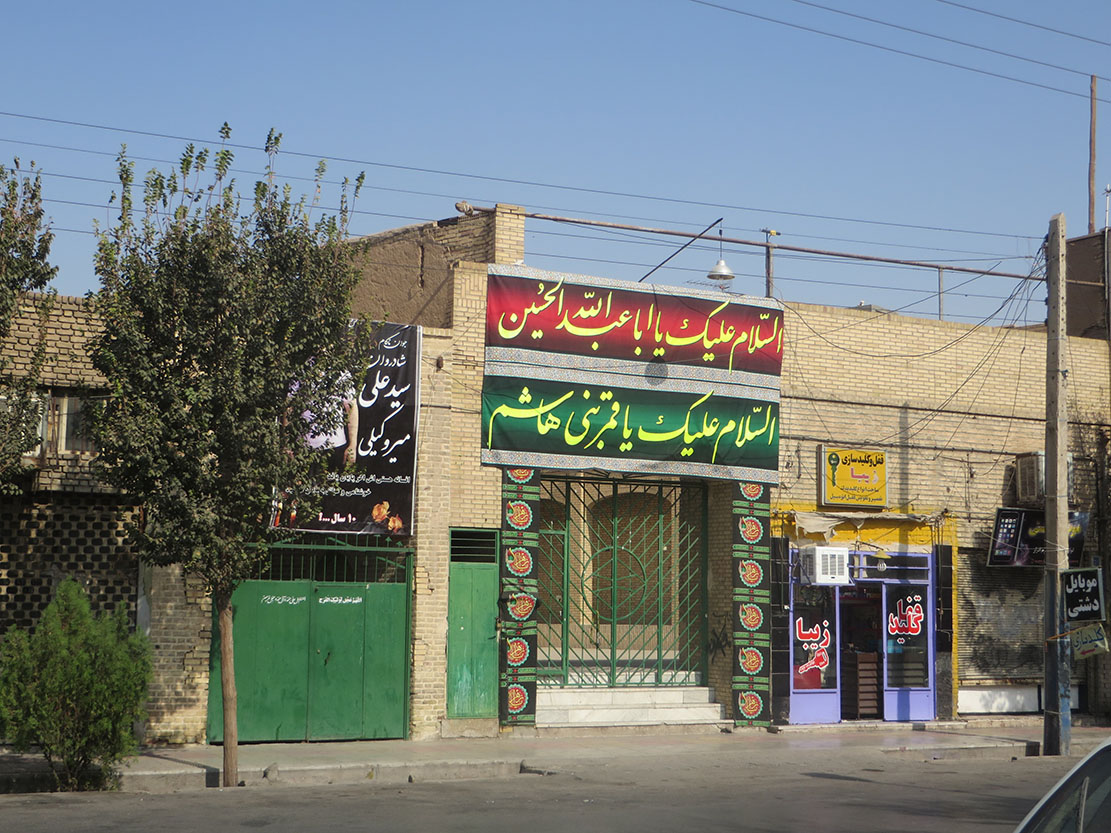
نمای بیرونی حسینیه شاهدباز در ماه محرم
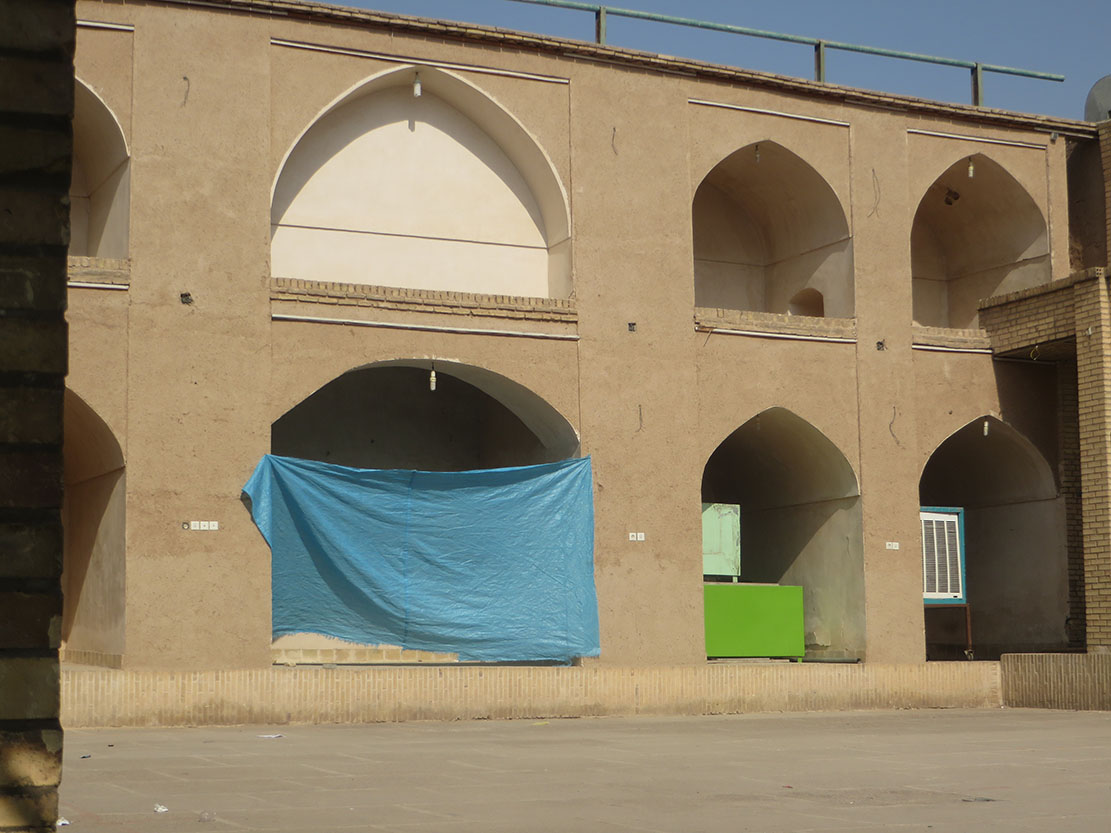
محوطه درونی حسینیه شاهدباز